# Петя Караколева
Петя Георгиева Караколева е българска писателка.Срещат се нейните стихотворения в помагалата по български език и литература.

## Биография и творчество
Петя Караколева е родена на 28 май 1944 г. в Хасково. Израства в Кърджали и в Хасково. Средното си образование завършва в Кърджали. През 1963 г. завършва английската гимназия в Пловдив, а през 1971 г. – английска филология в Софийския университет „Климент Охридски“. Работи като преподавател и преводач в Кърджали, Перник и София. През 1978 г. печели конкурс на Радио София, където започва работа като редактор в Детска редакция. На 35 години е пенсионирана по болест и до края на живота си пише своите книги, обитавайки най-вече болнични стаи и преживявайки над 100 адисонови и диабетични коми.
През 1981 г. Петя Караколева е на лечение в Москва, където Лилия Сокуренко, з. х. на Русия, рисува портрета ѝ.
В Радио София създава над 500 авторски предавания за рубриките „Лека нощ, деца“, „Добро утро, деца“, „Ранобудно петленце“, Радиосписание „Светулка“, „Друмник-сладкодумник“, „Хайде да играем“, „Радиотатко“, „Голямото междучасие“, „Зайченцето бяло“, „Педя човек – лакът брада“ и др.
Извън тези рубрики тя създава и авторските сериали „Петьо, наречен Трошичката“, „Крокодил-Автомобил“, „Комбинат за истински услуги“ и др. С „Комбинат за истински услуги“ (по-късно превърнал се в първия роман-приказка в съвременната българската литература „Най-златното злато“) Комитетът за радио и телевизия се представя в Хелзинки, а „Крокодил-Автомобил“ получава награда от Фестивала за детски радиопредавания в Токио.
Всяка нейна детска книга се превръща в авторски сериал, реализиран от артистите Слава Рачева, Славка Славова, Надя Топалова, Коста Карагеоргиев, Никола Анастасов, Константин Коцев, Борис Арабов, Асен Кисимов (Радиотатко), Видин Даскалов, Татяна Лолова и др. Музиката е дело на композиторите Борис Карадимчев, Димитър Вълчев, Петър Гюлеметов и др.
По „Сабята на щурчето“, издадена на 7 езика, Петя Караколева създава моноспектакъл и куклена пиеса, а по поръчка на Киностудия „Бояна“ – сценарий за анимационен филм.
По романа-приказка „Най-златното злато“ са реализирани театрални постановки. Романът е включен в Препоръчителния списък за начален курс.
По сборника и от приказки „Ох, Зъбчо“ е създаден сериала „Лунчо от Луната“, реализиран като комбинация от игрално кино и анимация, а песните са включени в учебните помагала по родинознание за 1-ви и 2-ри клас.
По радиопредаванията ѝ „Балкантон“ издава плочите „Вятърка“ и „Приказка за Синята поляна“.
До 1991 г. за деца излизат научно-художествената книга „Крокодил-Автомобил“ (1980), приказката „Сабята на щурчето“ (1986), романът-приказка „Най-златното злато“ (1986), сборникът „Ох Зъбчо“ (1989), първата част на Сезонни приказки – „Коледни приказки“ (1991), а за възрастни – романите „Къщата сутрин“ (1987), „Свестен човек, ти казвам“ (1990) и „Седем живи Марии“ (1991). Приживе книгите ѝ се издават в над 400 000-ен тираж.
Творческото ѝ наследство за деца обхваща 3 романа-приказки; 64 приказки, самостоятелни или обединени в сборници; 7 поеми; 176 песни и стихотворения; 12 пиеси; 2 грамофонни плочи (една приказка и една пиеса); 4-сериен научно-художествен филм, 1 анимационен филм, 3 сценария; 2 учебни помагала.
За възрастни в архива се съхраняват 7 романа, 1 сборник разкази и новели, 8 стихосбирки, 1 пиеса и 1 посмъртно съставен сборник от нейни мисли за творчеството и сътворяването.
Член е на Съюза на българските писатели.
Умира на 26 декември 1997 г. в София.

## Памет
През 2004 година на нейно име Съюзът на българските писатели и община Кърджали учредяват Национална награда за детска литература.  Лауреати са: Кирил Назъров (2005), Севда Севан (2006), Панчо Панчев (2007), Атанас Звездинов (2008), Николай Милчев (2009), Весела Фламбурари (2010), Анелия Янковска-Сенгалевич (2011), Румяна Капинчева (2012), Мая Дългъчева (2013), Тодор Каракашев (2014), Петя Александрова (2015), Юлия Момчилова (2016), Димитър К.Златев (2017), Димитър Никленов/2018/, Мария Маринова/2019/.

## Списък с издадени книги
- Крокодил-автомобил. София. 1980 г. Издателство „Отечество“. Научно-художествена книга. Тираж 40 115. Индекс 11/95377/23238 6354-2-80
- Сабята на щурчето. София. 1986 г. Издателство „Свят“. Приказка. Тираж на български език 52 000. Код 13/95371 22137 /6253-32-86
- Най-златното злато. София. 1986 г. Издателство „Отечество“. Роман-приказка. Тираж 50 117. Код 11/95272/293376255-27-86
- Къщата сутрин. София. 1987 г. Военно издателство. Роман. Тираж 9115. Код 24/95362/5605-310-87
- Ох Зъбчо. София. 1989 г. ДИ „Народна просвета“. Научно-художествена книга. Тираж 121 000. Код 01/9537725137/6354-12-89
- Свестен човек, ти казвам. София. 1990 г. Профиздат. Роман. Тираж 9535. Код 26/95362/22411/5605-245-89
- Седем живи Марии. София. 1991 г. Военно издателство. Роман. Тираж 20 086. Код 24/95362/5605-92-91
- Коледни приказки. София. 1991 г. ИК „П. К. Яворов“. Приказки. Тираж 12 000. Код неизвестен.
- Песни за моя град. София. 2005 г. ИК „Светулка“. Стихове. Тираж 200 бр. ISBN 954-309-018-1
- Не насилвай ястреба. София 2005 г. ИК „Светулка“ Стихове. Тираж 200 бр. ISBN 954-309-019-Х
- Сабята на щурчето. София. 2005 г. УИ „Св. Климент Охридски“. Приказка. Второ издание. Тираж 300 бр. ISBN 954-07-2094-Х

### Романи-приказки
- Най-златното злато. Кърджали. 2009 г. „Родопи-Кърджали“ ООД. Роман-приказка. Второ издание. Тираж 300 бг. ISBN 978-954-8969-78-9
- Жълтият космодрум. Кърджали. 2009 г. „Родопи-Кърджали“ ООД. Роман-приказка. Първо издание. Тираж 300 бр. ISBN 978-954-8969-76-5
- Графиня Лък. Кърджали. 2009 г. „Родопи-Кърджали“ ООД. Роман-приказка. Първо издание. Тираж 300 бр. ISBN 978-954-8969-77-2

### Колекция „Петя Караколева“
- Сърцето на солта. София. 2013 г. ИК „Светулка 44 АТЕНЕЙ“. Първо издание. Роман. Тираж 300 бр. ISBN 978-954-309-151-5
- Стихове. София. 2014 г. ИК „Светулка 44 АТЕНЕЙ“. Първо издание. Лирика. Тираж 300 бр. ISBN 978-954-309-158-4
- Къщата сутрин. София. 2014 г. ИК „Светулка 44 АТЕНЕЙ“. Второ издание. Роман. Тираж 300 бр. ISBN 978-954-309-162-1
- Свестен човек, ти казвам. София. 2014 г. ИК „Светулка 44 АТЕНЕЙ“. Второ издание. Роман. Тираж 300 бр. ISBN 978-954-309-175-1
- Седем живи Марии. София. 2015 г. ИК „Светулка 44 АТЕНЕЙ“. Второ издание. Роман. Тираж 300 бр. ISBN 978-954-309-217-8
- Прераждания в Марония. София. 2016 г. ИК „Светулка 44 АТЕНЕЙ“. Първо издание. Трилогия. Тираж 300 бр. ISBN 978-954-309-228-4. Част първа. Мъжете на Йона. Част втора. Избиване на бездомните кучета. Част трета. Небе за безбожници.

### През очите на дете
- 12 пиеси за деца. София. 2016 г. ИК „Светулка 44 АТЕНЕЙ“. Първо издание. Тираж 300 бр. ISBN – 978-954-309-232-1